# Lavadero de la Fuente Vieja (Casas Bajas)
El lavadero de la Fuente Vieja constituye un conjunto hidráulico compuesto de fuente y lavadero existente en Casas Bajas, comarca del Rincón de Ademuz, provincia de Valencia (Comunidad Valenciana, España).

## Historia
Al decir de Casas Bajas, el geógrafo y estadista Pascual Madoz (1847) menciona la existencia de «unas 5 fuentes de agua dulce, que sirven par el consumo de los habitantes». De aquellas cinco fuentes se conservan cuatro: Fuente de las Covatillas, Fuente del Pozo Salado, Fuente del Pozuelo y Fuente Vieja.
En su análisis geográfico comarcal, Carles Rodrigo Alfonso (Valencia, 1964) completa la red hidrográfica con una reseña de las fuentes locales, muy abundantes pero en gran parte con caudales reducidos: «la práctica totalidad de estos manantiales han sido tradicionalmente objeto de uso para consumo agrario o humano».
Adosado al muro de la entrada hay un panel informativo que recoge un texto de Camila Mileto y Fernando Vegas (2008), relativo a los lavaderos y las mujeres:

«Los espacios comunes característicos de aldeas y pueblos en torno al agua son las fuentes, los abrevaderos y los lavaderos, tres elementos que aparecen frecuentemente relacionados entre sí. Las fuentes, normalmente asociadas a los abrevaderos para el ganado, constituían el único suministro de agua para consumo básico humano y animal. Asociadas a ellas o gracias al paso de una acequia por la población, aparecen habitualmente los cobertizos de los lavaderos, un espacio común de trabajo vinculado tradicionalmente a la mujer, donde se empleaba el característico jabón de aceite o grasa (sebo, tocino rancio o grasa animal), muy utilizado en la comarca del Rincón de Ademuz. Los lavaderos constituían un lugar de reunión y tertulia entre las mujeres, que llevaban periódicamente la colada a la balsa del lavadero».
Homo faber. Arquitectura preindustrial del Rincón de Ademuz, Camila Mileto y Fernando Vegas

Respecto al lavado de la ropa, los puestos más demandados eran los más próximos a la salida de la fuente, por el contrario de los últimos, reservados a las mujeres en cuya casa había alguien enfermo, ello en prevención de contagios.-
Además de para hacer la colada:

«el lavadero era también un espacio para la socialización y el comadreo, frecuentado tradicionalmente por mujeres, hasta el punto que la presencia de un varón era mal vista. El mujerío local podía aquí conversar con cierta libertad; y en algunos casos limpiar la conciencia y aliviar las penas».
El Lavadero de la Fuente Vieja en Casas Bajas (Valencia), Alfredo Sánchez Garzón

## Ubicación y descripción
Se halla fuera de la población, al otro lado del río Turia, en la margen izquierda del río, junto al antiguo camino de Casas Bajas a Casas Altas. El conjunto hidráulico está formado por una fuente (Fuente Vieja) y el lavadero propiamente.
Respecto a la estructura general de los lavaderos en la zona, los mismos autores anotan:

«Los lavaderos son a menudo grandes balsas de agua rectangulares con pila corrida en su perímetro, al amparo de un cobertizo semiabierto con una cubierta de tejas, a una o dos aguas. El clima del lugar y la ubicación del lavadero dictaba la forma y disposición del cerramiento del perímetro, construido con fábrica de mampostería. De este modo, el cerramiento de los lavaderos puede ser desde la apertura en todos los frentes hasta el perímetro completamente cerrado con una única puerta de acceso, pasando por la más común que abre un frente del lavadero al sol del mediodía. Estos lavaderos se fueron transformando paulatinamente durante la segunda mitad el siglo XX, creando una pila de cemento elevada para evitar que las mujeres se tuvieran que arrodillar».
Homo faber. Arquitectura preindustrial del Rincón de Ademuz, Camila Mileto y Fernando Vegas

Acogido al Plan de Dinamización Comarcal Rincón de Ademuz, el edificio del lavadero se ha restaurado en fechas recientes (2009), respetando su estética original, constituyendo una buena muestra de recuperación de la arquitectura vernácula.
La restauración incluye la mejora de los escalones de acceso al recinto, el restablecimiento de la comunicación de la poza del lavadero con el agua de la Fuente Vieja, asimismo restaurada.
En cuanto al edificio, se ha respetado la antigua fábrica de mampostería, utilizando en los revestimiento mortero de cal hecho con áridos de la zona.

## Galería fotográfica

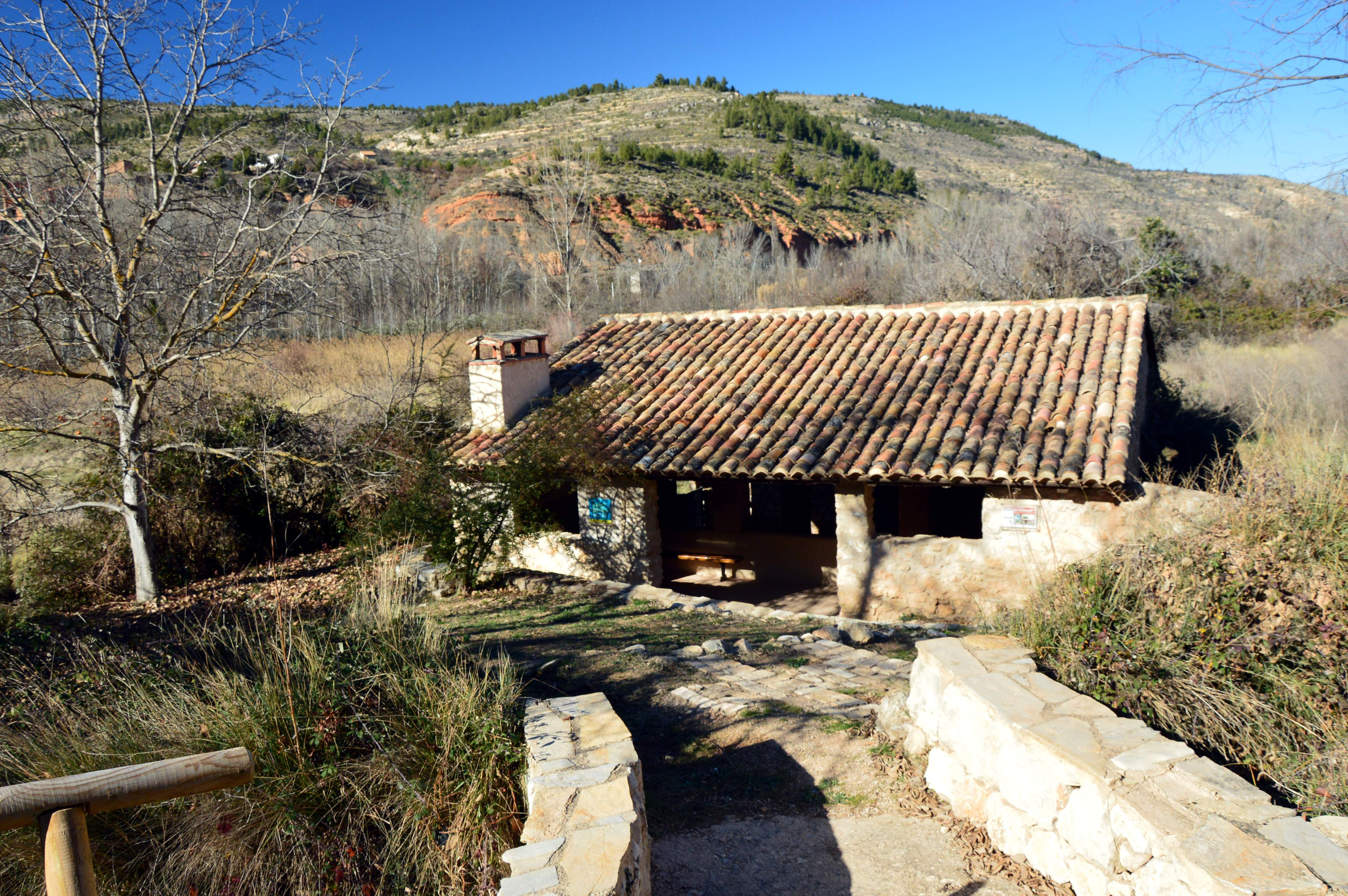
Lavadero de la Fuente Vieja en Casas Bajas.
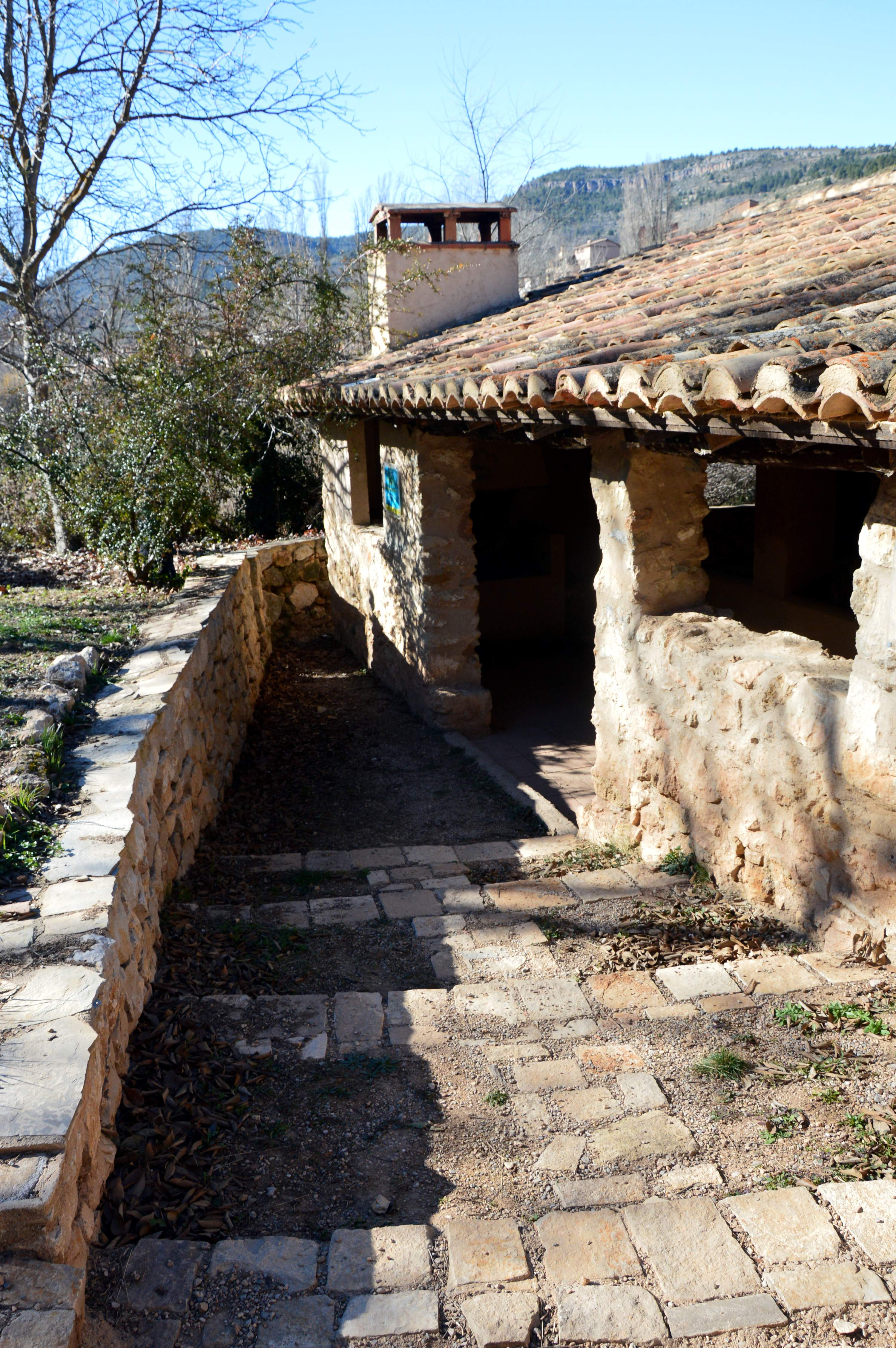
Lavadero de la Fuente Vieja en Casas Bajas.
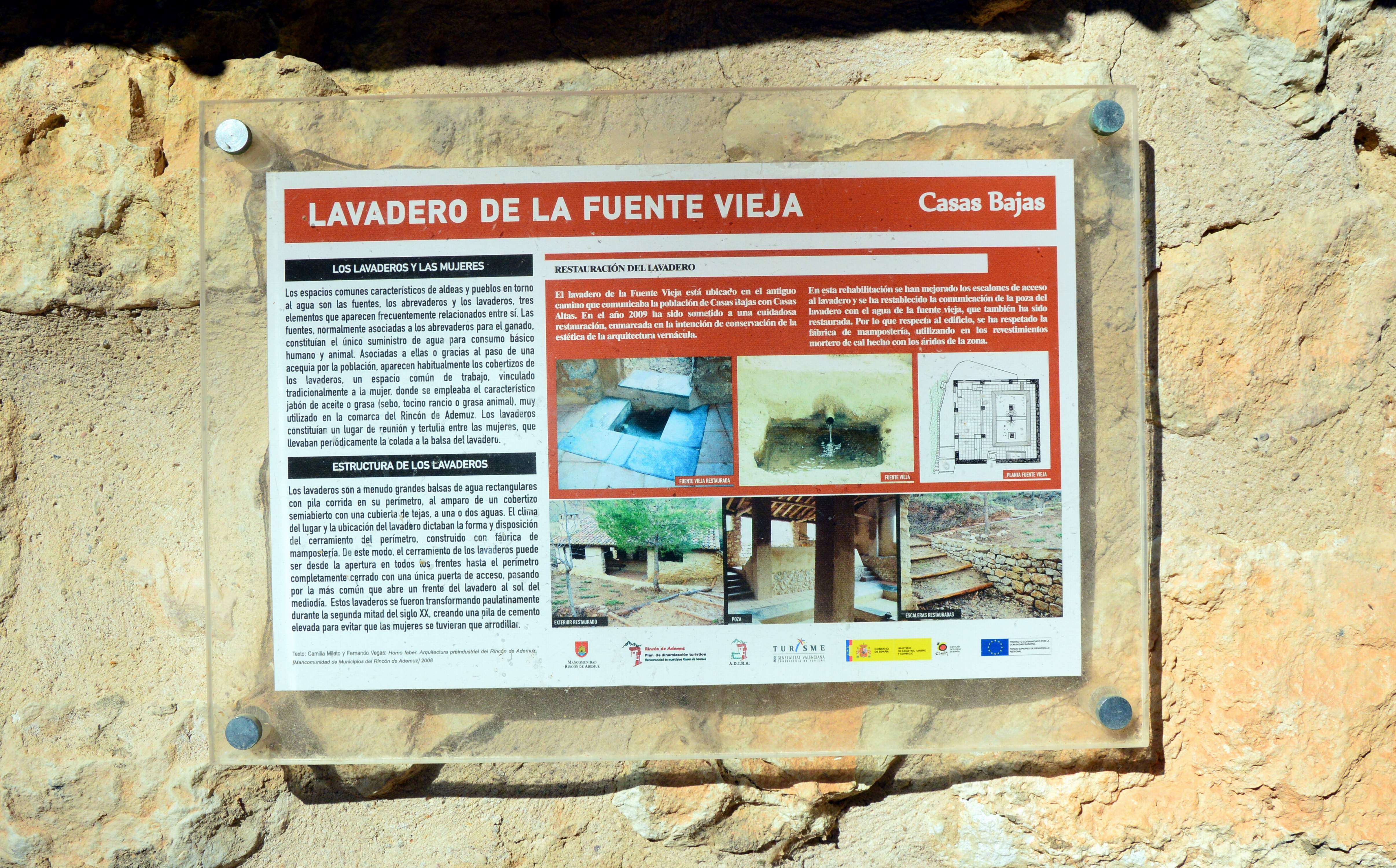
Lavadero de la Fuente Vieja en Casas Bajas.
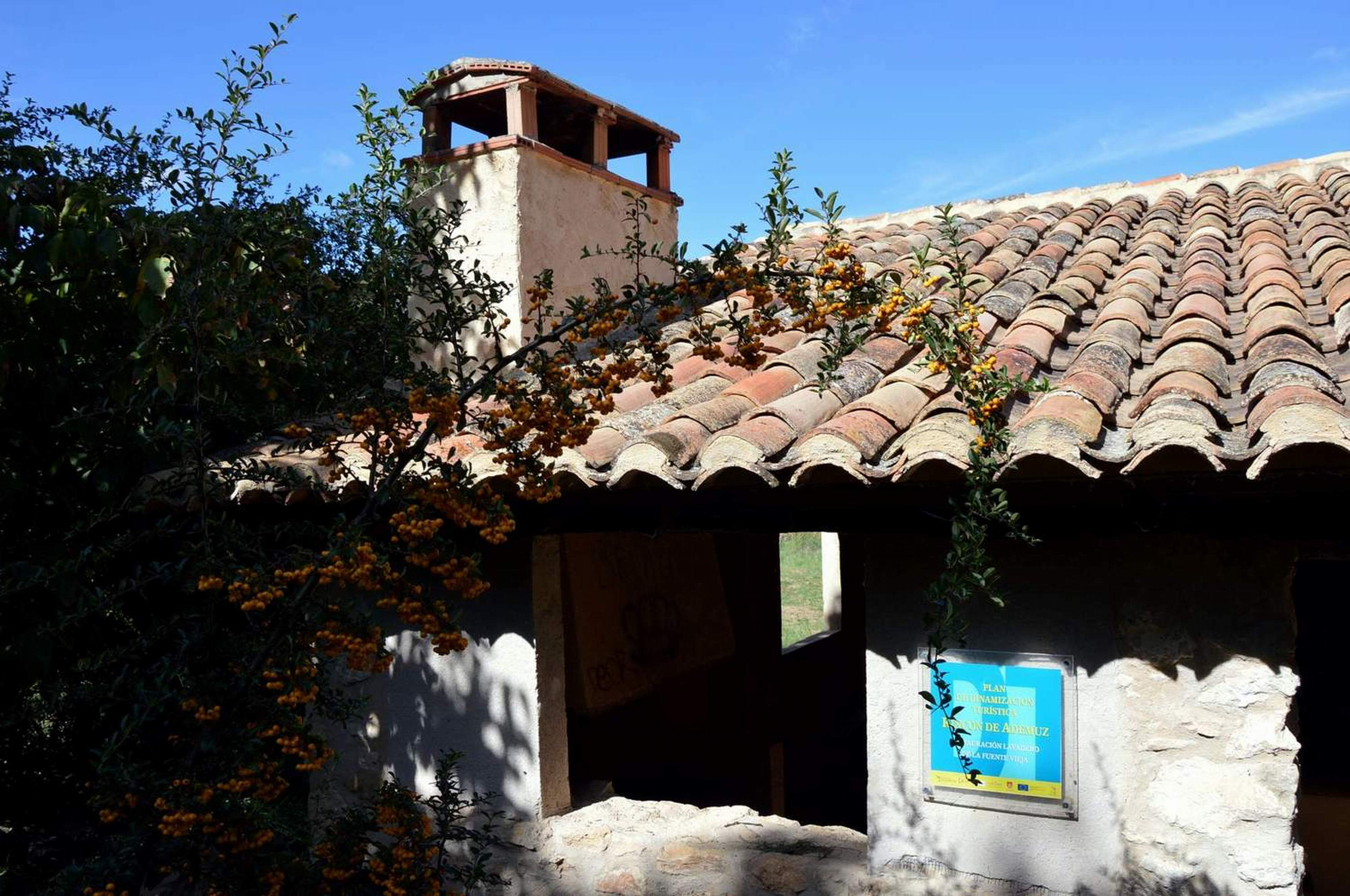
Lavadero de la Fuente Vieja en Casas Bajas.
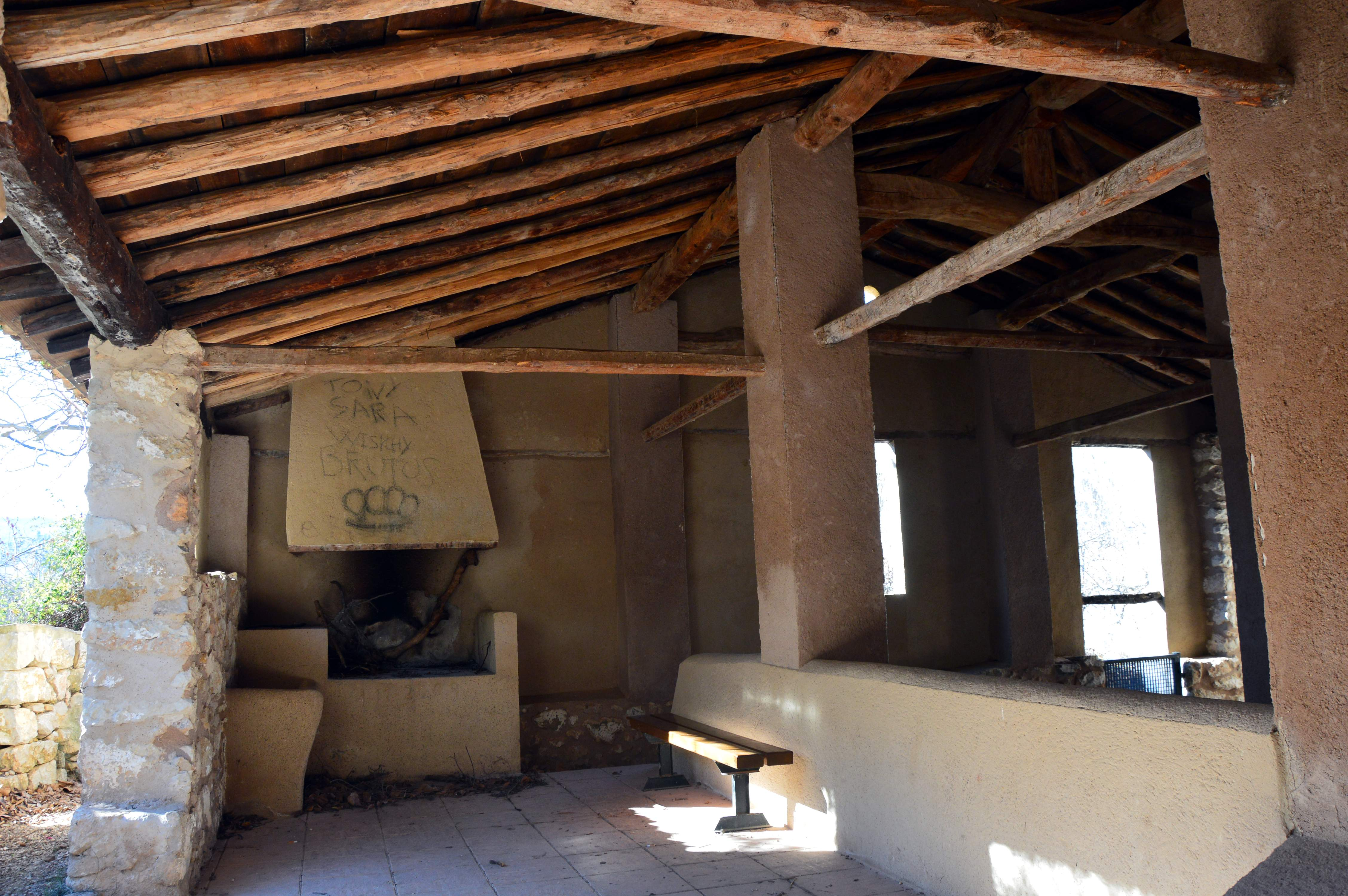
Lavadero de la Fuente Vieja en Casas Bajas
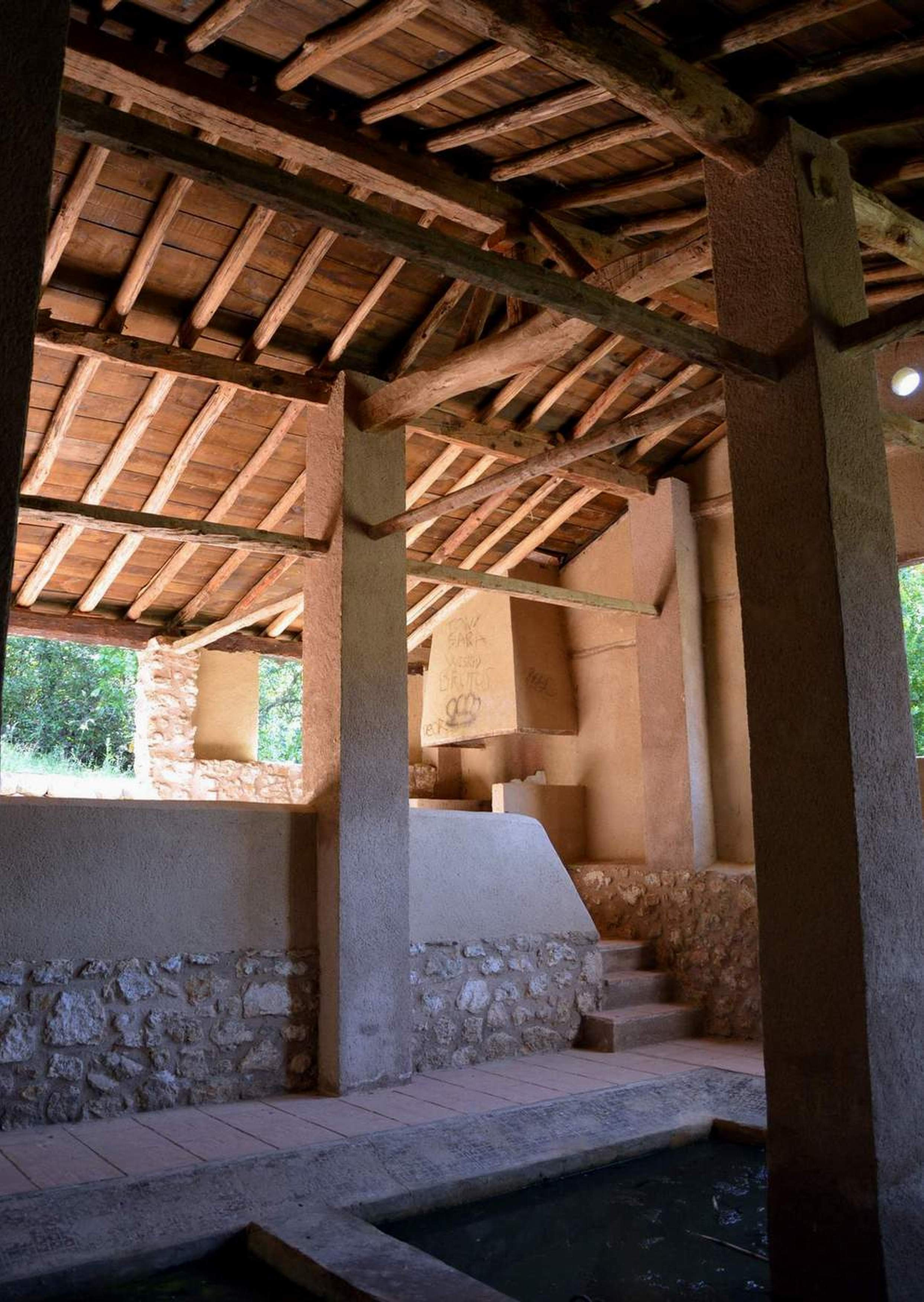
Lavadero de la Fuente Vieja en Casas Bajas.
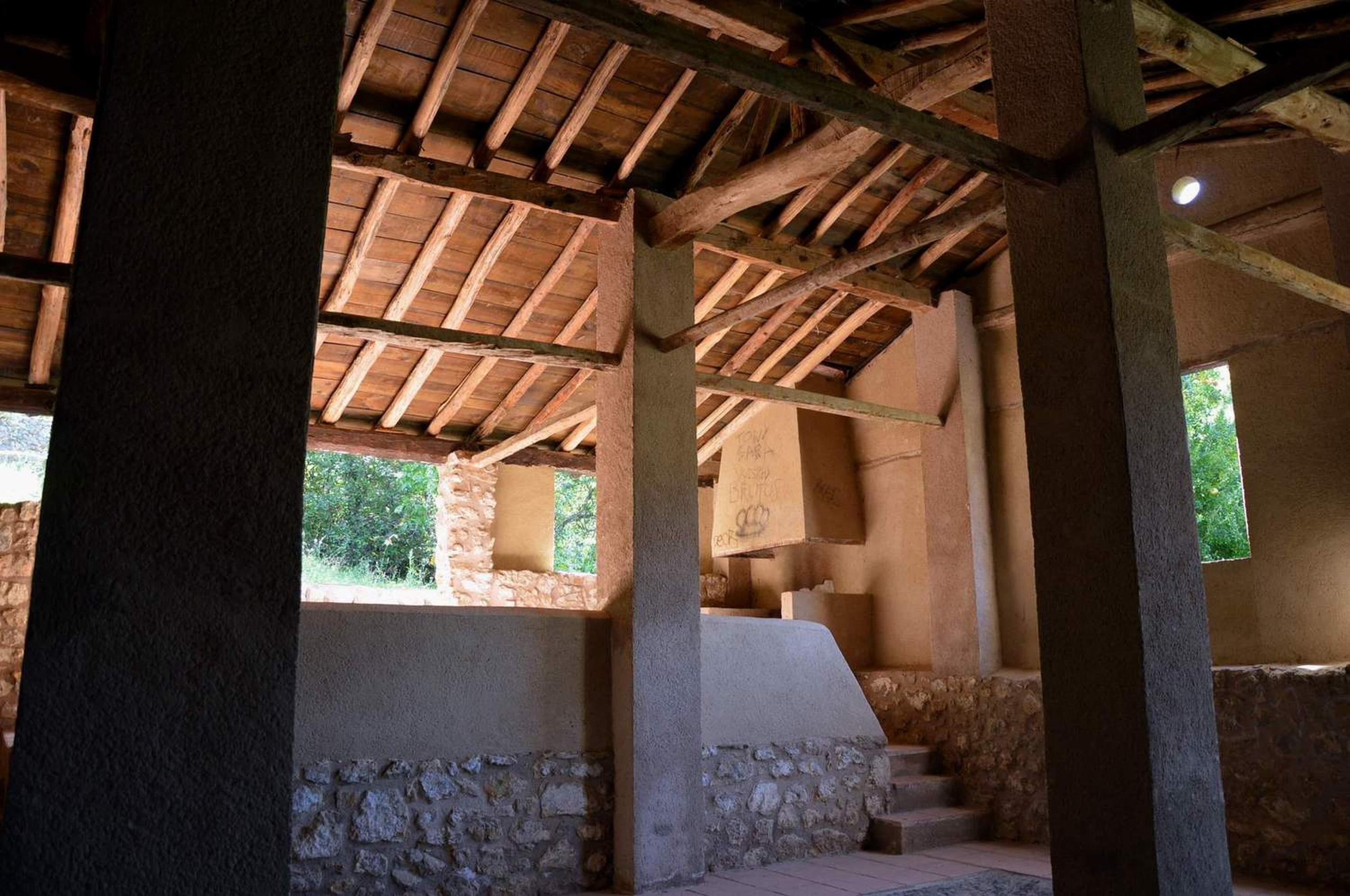
Lavadero de la Fuente Vieja en Casas Bajas.
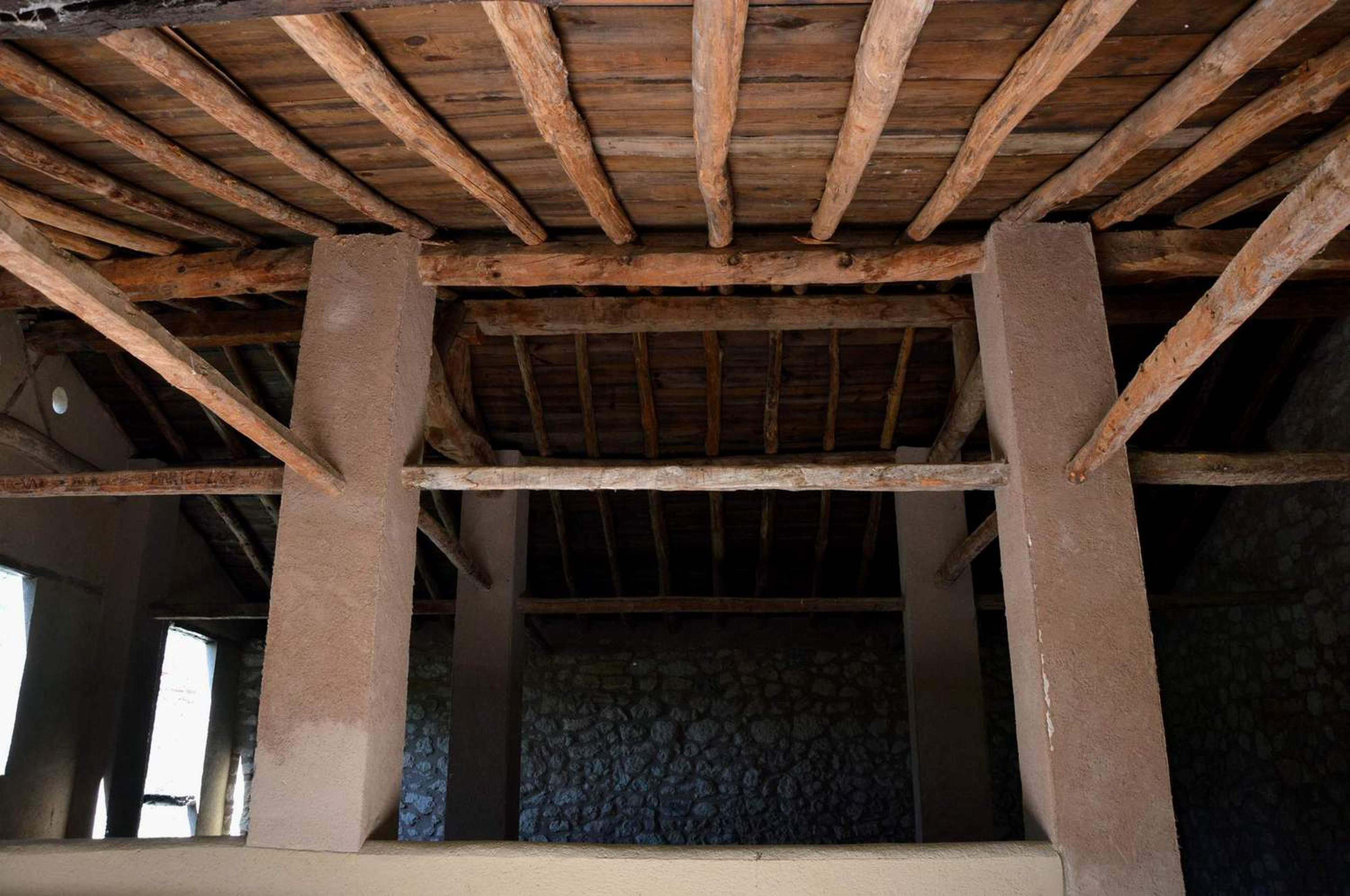
Lavadero de la Fuente Vieja en Casas Bajas.
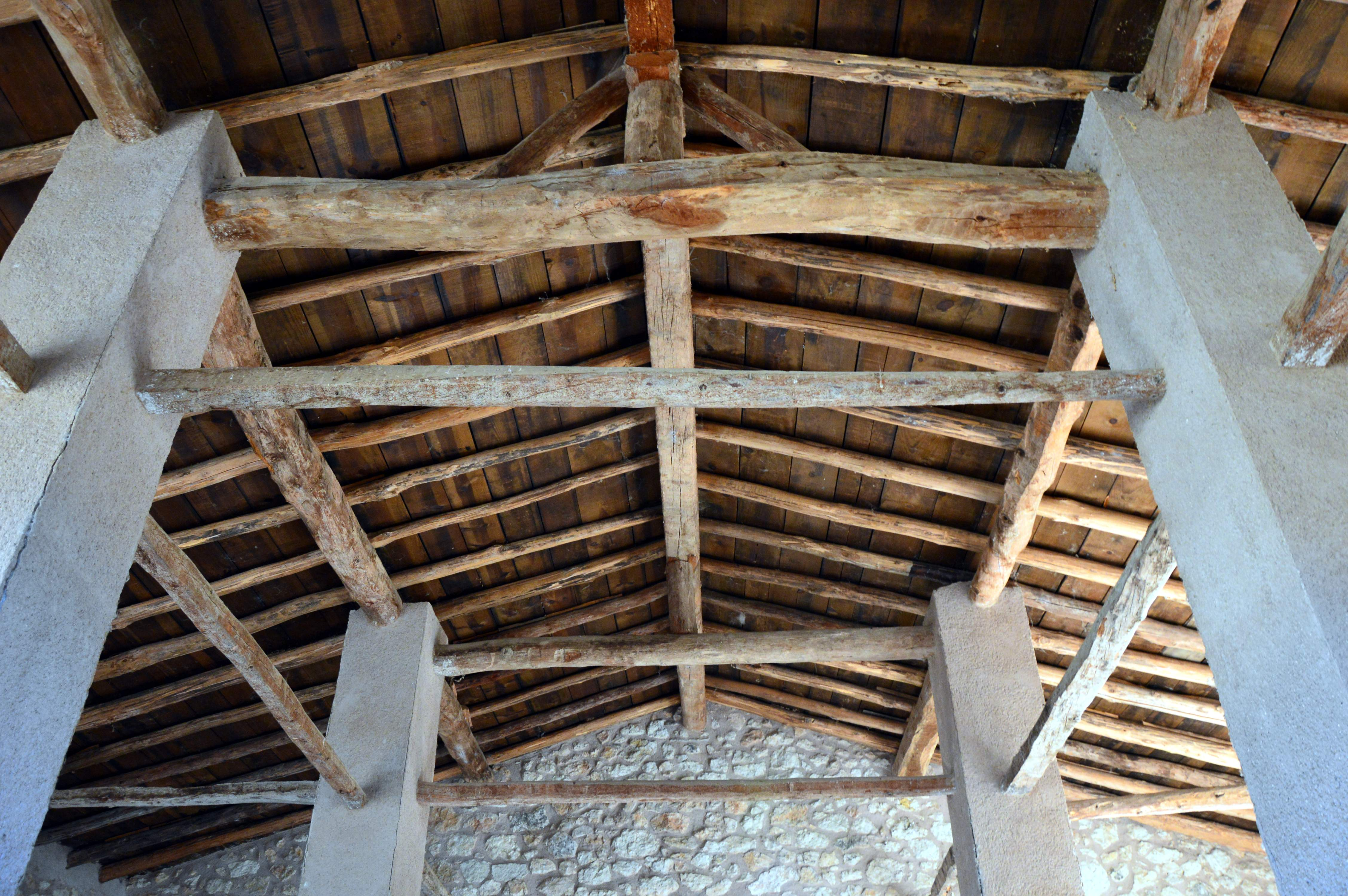
Lavadero de la Fuente Vieja en Casas Bajas.
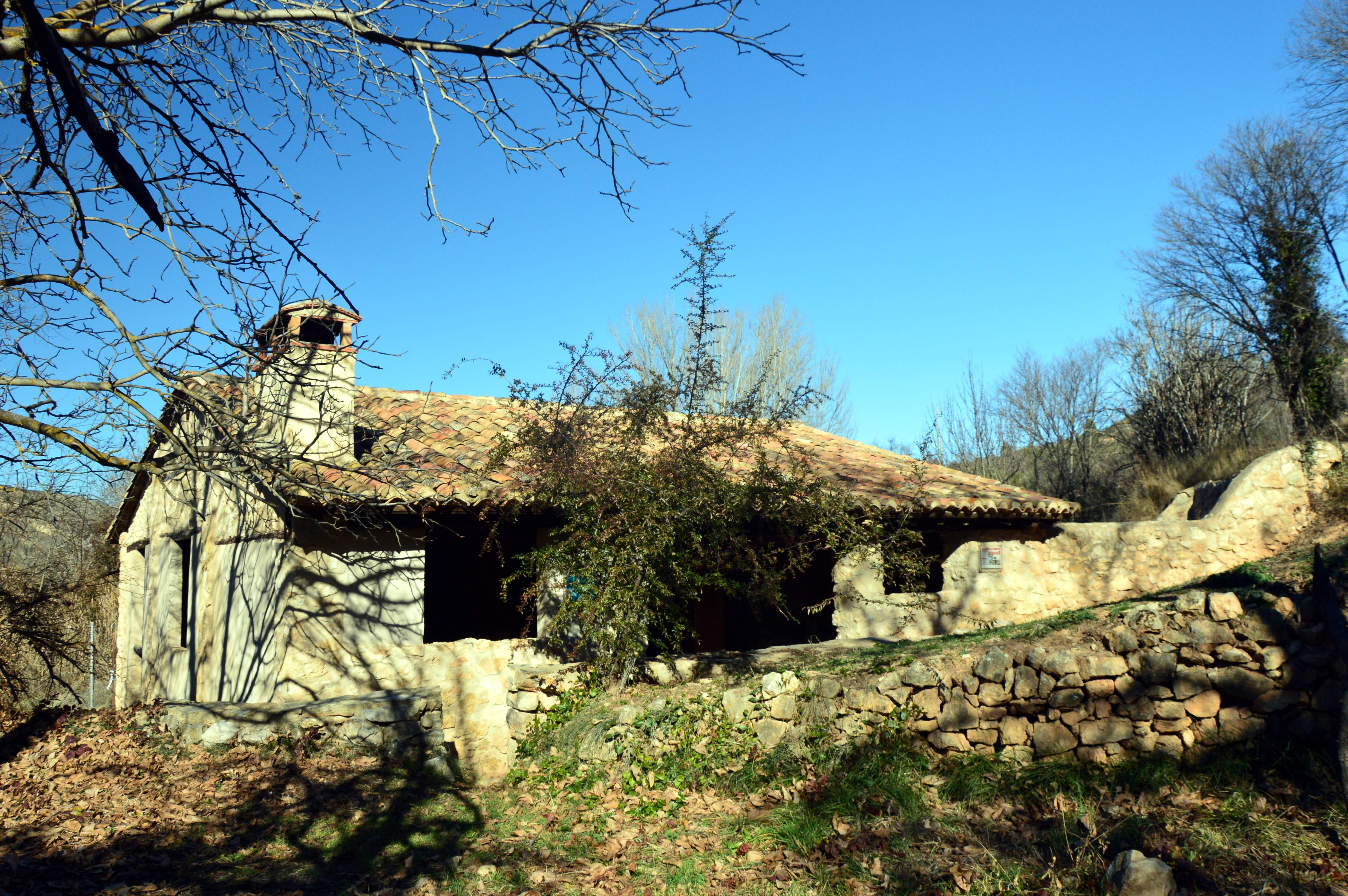
Lavadero de la Fuente Vieja en Casas Bajas.